# Holbæk Amt

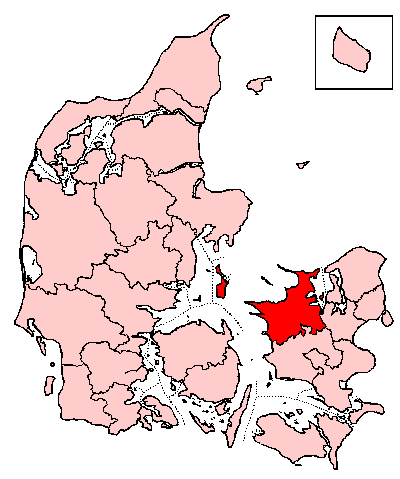
Holbæk Amt

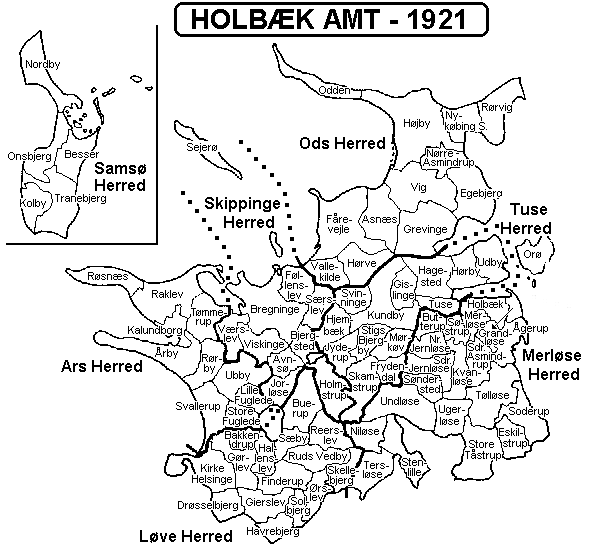
Holbæk Amt 1921

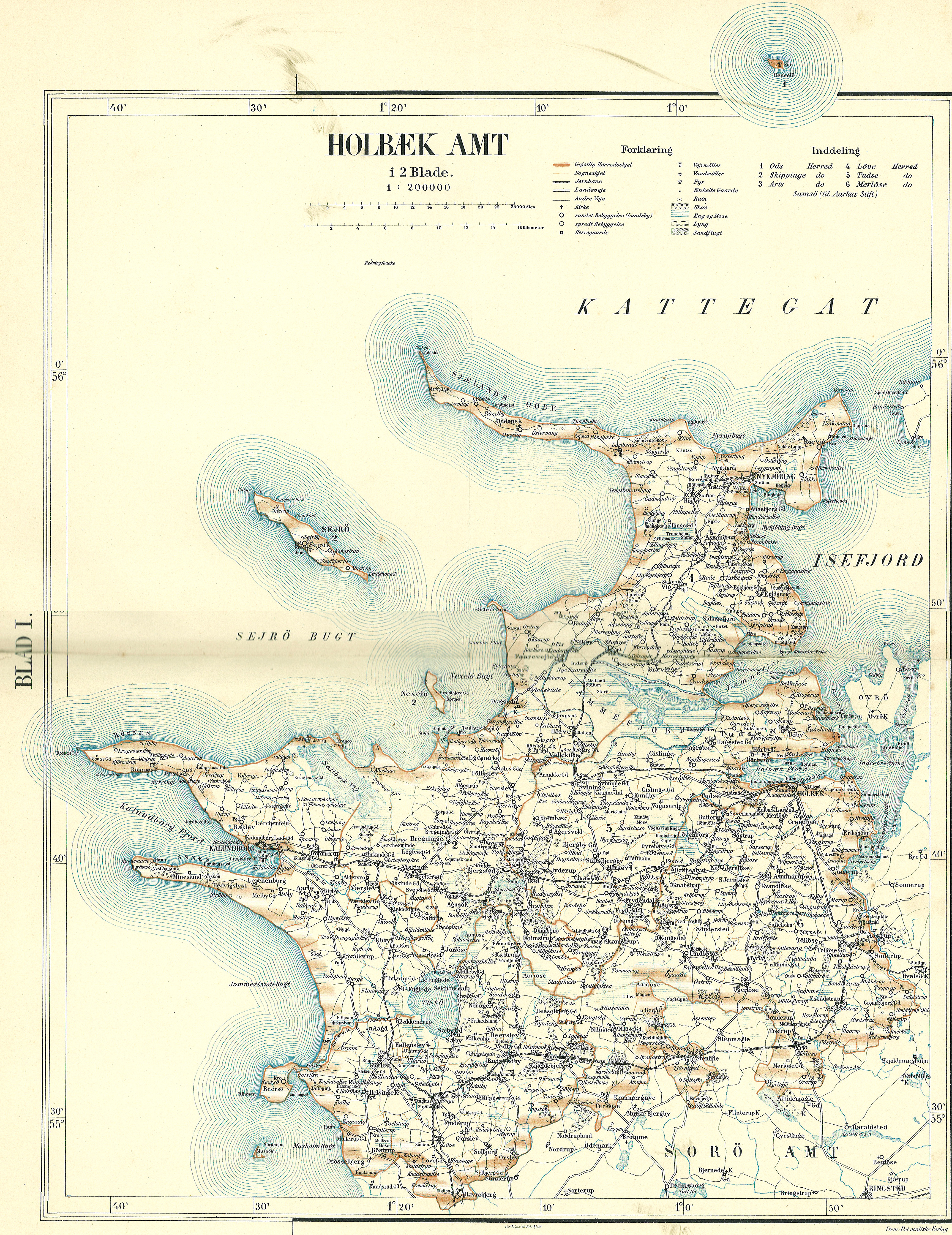
Holbæk Amt voor 1893

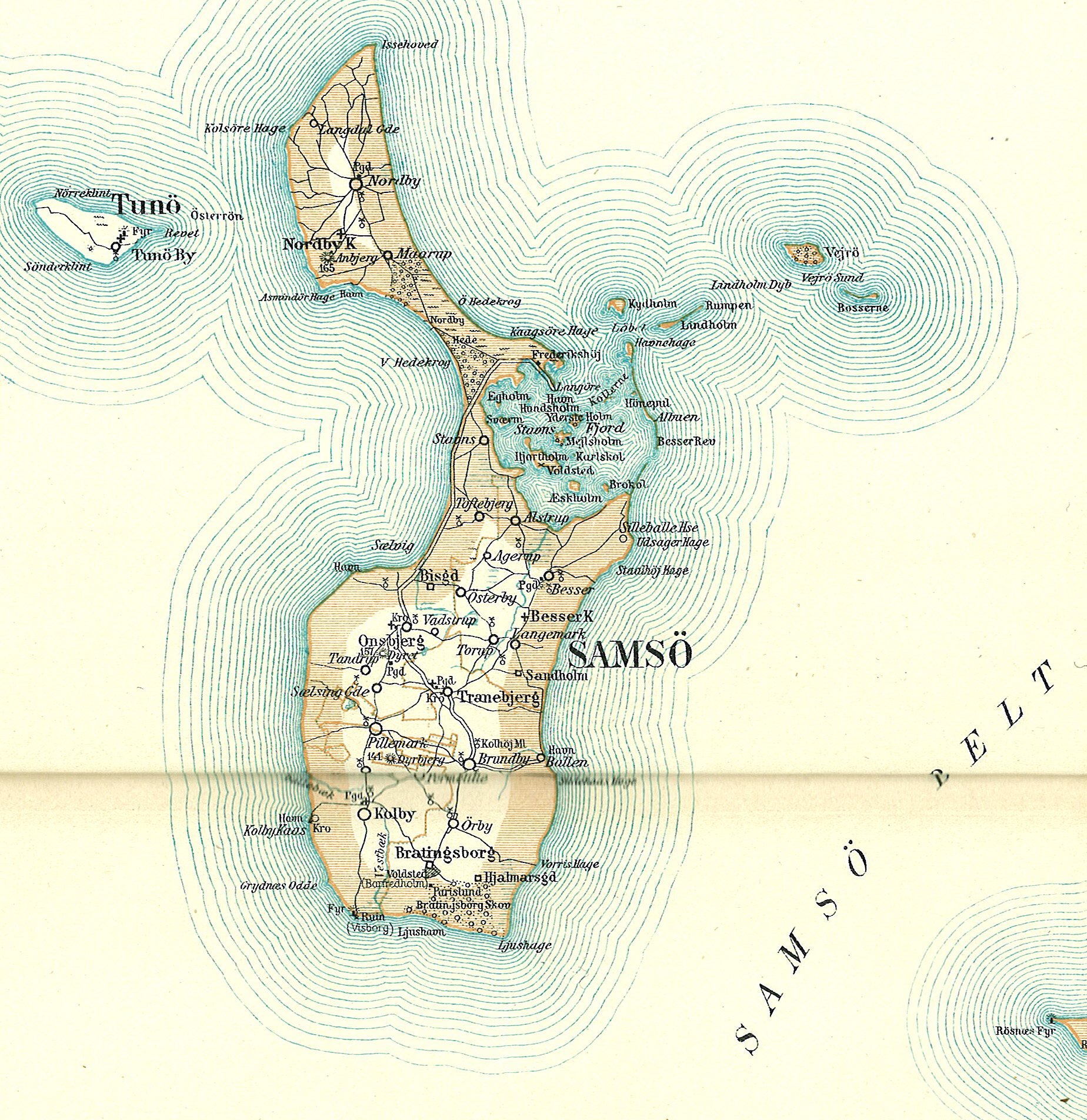
Samsø, deel van Holbæk Amt

Holbæk Amt was tot 1970 een van de amten van Denemarken. Het amt werd gevormd in 1793 uit een aantal kleinere amten. Het omvatte het noordwestelijke deel van het eiland Seeland met het eiland Samsø voor de kust van Jutland. Het bestuur zetelde in de stad Holbæk. In 1970 werd het met het Sorø Amt, maar zonder Samsø samengevoegd tot de nieuwe provincie Vestsjælland.

## Herreder
Naast de steden Holbæk, Nykøbing S en Kalundborg was het amt verdeeld in zeven herreder.
- Ars Herred
- Løve Herred
- Merløse Herred
- Ods Herred
- Samsø Herred
- Skippinge Herred
- Tuse Herred